# 里德霍爾茨

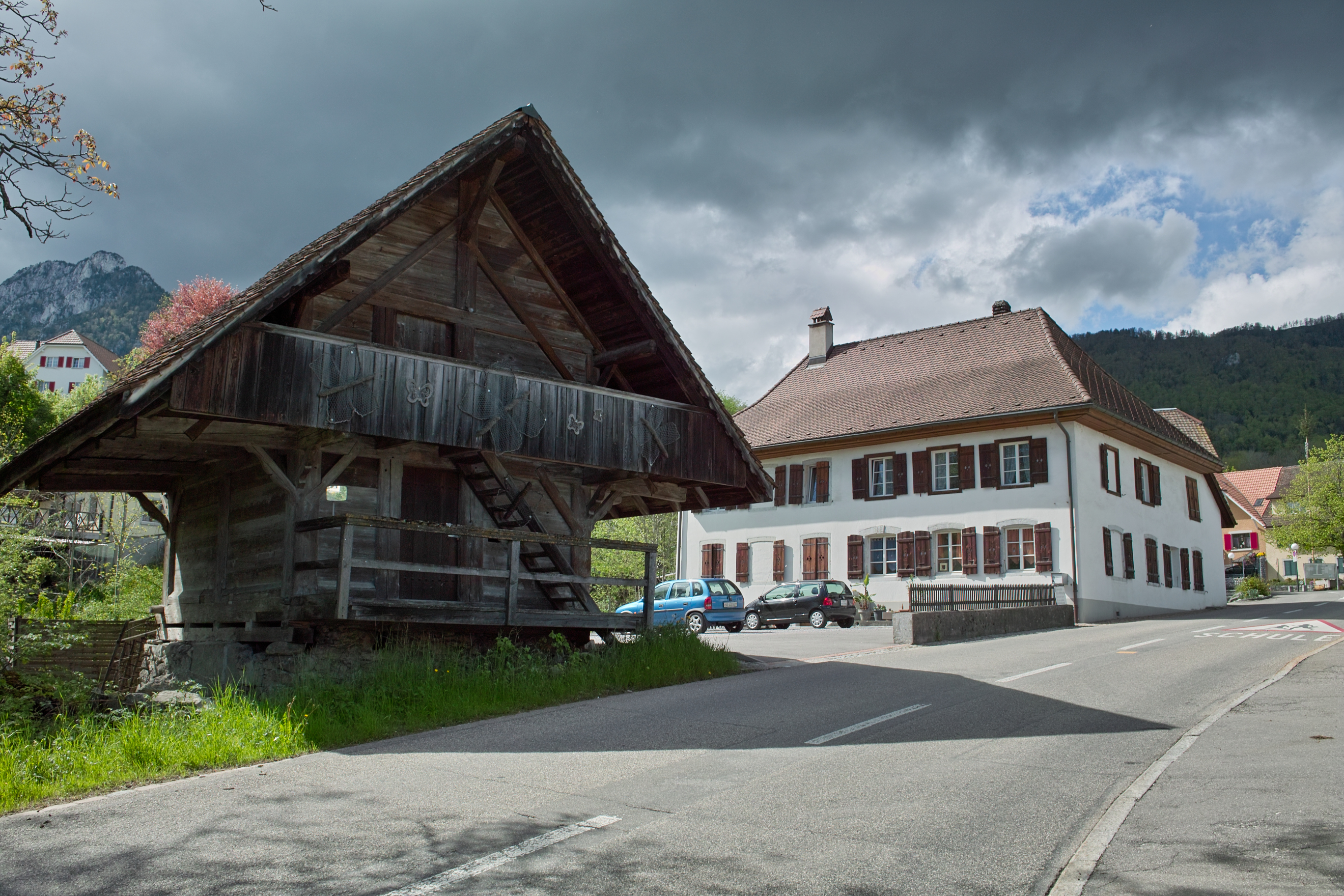

里德霍爾茨是瑞士的城鎮，位於該國北部，由索洛圖恩州負責管轄，面積7.17平方公里，海拔高度471米，2012年人口2,192，四成人口信奉羅馬天主教，人口密度每平方公里306人。